# Young adult
Young adult (dalla lingua inglese "adolescente", lett. "giovane adulto"; in lingua italiana letteratura giovanile o per adolescenti) è un genere letterario a cui solitamente appartengono tutti quei libri destinati a un pubblico adolescente, più o meno dai 12 ai 18 anni di età, quindi appena dopo la letteratura per l'infanzia.

## Descrizione
Si tratta di un neologismo coniato per riferirsi a una platea ben definita, prettamente giovanile e adolescenziale. Pur nella varietà di generi, la letteratura giovanile è accomunata da un linguaggio diretto, "prossimo allo slang giovanile, nel tentativo di catturare l'attenzione del lettore adolescente e aumentarne l'immedesimazione". Ne fanno parte successi commerciali e best seller come Twilight e Hunger Games.